# Кошель Віктор Олександрович
Віктор Олександрович Кошель (нар. 17 вересня 1957; м. Запоріжжя, УРСР) — український актор, режисер, артист, актор Національного академічного театру імені Лесі Українки та Київського класичного художнього альтернативного театру КХАТ. Заслужений артист УРСР (1985), член Національної спілки театральних діячів України.

## Життєпис
Народився 17 вересня 1957 року у м. Запоріжжя.
1979-го року закінчив Київський державний інститут театрального мистецтва імені Івана Карпенка-Карого (зараз Київський національний університет театру, кіно і телебачення імені Івана Карпенка-Карого), спеціальність «Актор драматичного театру і кіно».
1979—1995 рр. — Запорізький театр молоді (актор, режисер)
1992—1995 рр. — Запорізький музично-драматичний театр ім. М.Щорса (режисер)
З 1995 р. — Київський Національний академічний драматичний театр російської драми ім. Лесі Українки (актор)
З 2002 р. — Київська дитяча академія мистецтв (викладач майстерності актора)
З 2011 р. — Київський Класичний Альтернативний Художній театр  (режисер, актор)

## Ролі в театрі
- «Всюди один… Свічка на вітрі» (2016)
- «Нахлібник» (2014)
- «У полоні пристрастей» (Камінний господар) (2006)
- «Уявно хворий» (2015)
- «Чуть мерцает призрачная сцена… (Юбилей. Юбилей? Юбилей!)» (2011)
- «МаратСад» (2008)
- «Маскарад» (2004)
- «Лулу. История куртизанки» (2002)
- «Хрустальное сердце» (2002)
- «Долетим до Милана» (2001)
- «Огогнь желаний» (1999)
- «Блоха в ухе» (1998)
- «Королевские игры» (1997)
- «Вверх тормашками!!!» (1996)
- «Тойбеле и её демон» (1996)
- «Сказка про Монику» (1978)

## Фільмографія
- 2016 Забудь и вспомни
- 2014 Брат за брата 3
- 2013 Нюхач
- 2012 Ржевский против Наполеона
- 2011 Доярка из Хацапетовки-3 (Россия, Украина)
- 2010 Возвращение Мухтара-6 — Антон Спиридонов (Травля | 62 серия)
- 2010 108 минут (Украина) — отец
- 2009 По закону (Украина) — Павел Стоцкий (Ведьма | 63 серия)
- 2008 Король, дама, валет — Никитский
- 2007 Доярка из Хацапетовки (Россия, Украина)
- 2005 Дедушка моей мечты (Украина)
- 2004 Русское лекарство — Николай Петрович
- 1999 День рождения Буржуя |(Россия, Украина)
- 1995 Остров любви — Феликс, известный скульптор (Блуд | 10 фильм)
- 1993 Таможня
- 1993 Империя пиратов
- 1990 Я той, хто є...